# Bellwitz

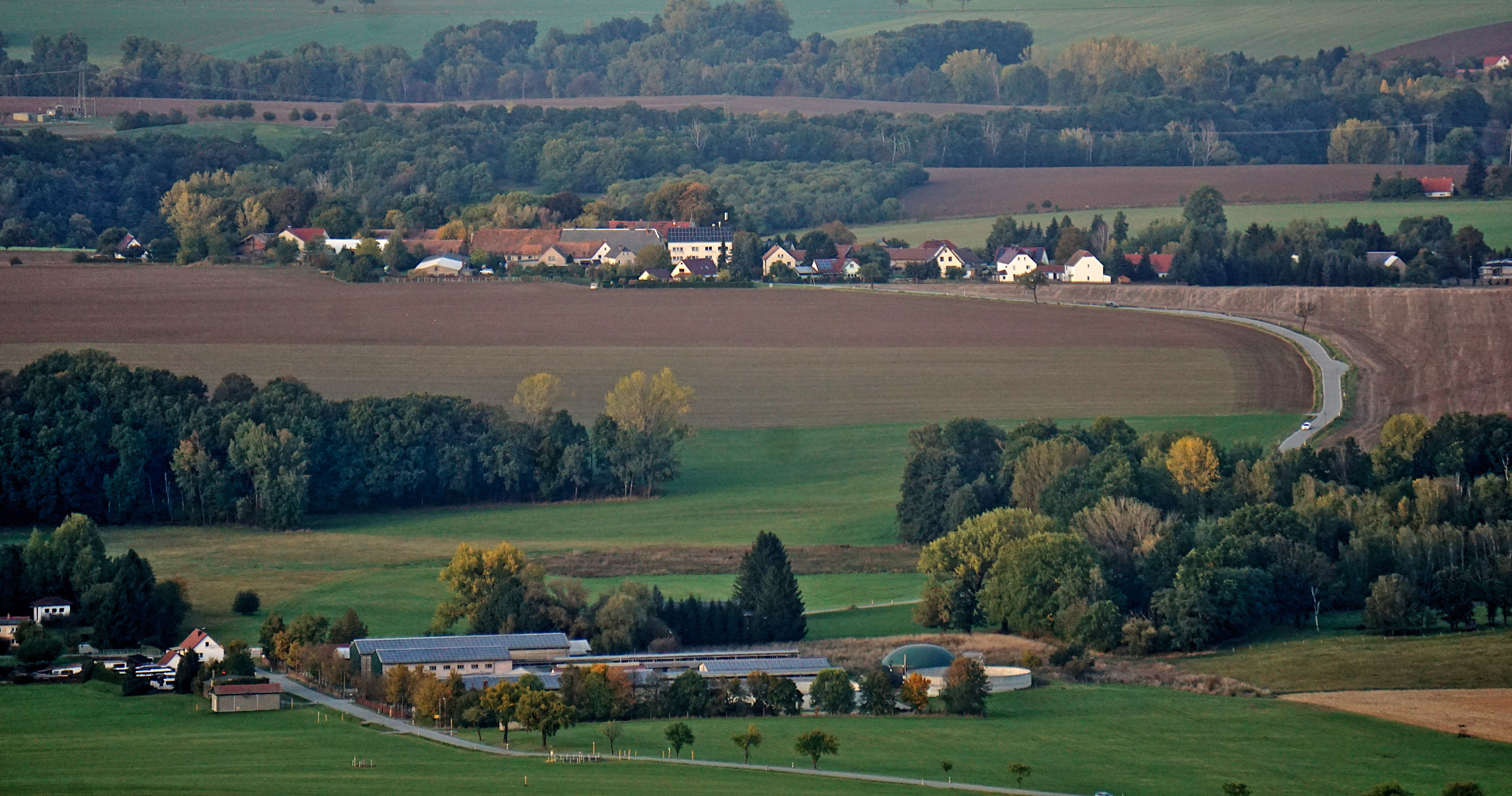
Blick auf Bellwitz vom König-Friedrich-August-Turm aus

Bellwitz (obersorbisch  Bělecy), früher auch Belbitz, ist ein Ortsteil der sächsischen Stadt Löbau im Landkreis Görlitz in der Oberlausitz. Der Ort liegt nördlich des Löbauer Stadtzentrums und östlich des Löbauer Wassers. Umgebende Ortsteile sind Oppeln und Kleinradmeritz im Norden, Rosenhain im Osten, Georgewitz im Süden und Kittlitz im Westen.

## Ortsname
Der Ortsname Bellwitz ist eine slawische Bezeichnung (bely = weiß, schön) und wechselte mehrfach seine Schreibweise: 1312:  Belenwitz, 1348: Belewicz, 1390: Belwicz bzw. Bellowicz, 1504: Belwicz, 1529: Belbitz, 1656: Bölbitz, 1791: Bellwitz, 1875: Belbitz (Bellwitz). Seit Beginn des 20. Jahrhunderts wird allgemein die heutige Schreibweise Bellwitz verwendet.
| Jahr | Einwohner             |
| ---- | --------------------- |
| 1777 | 13 Gärtner, 7 Häusler |
| 1834 | 147                   |
| 1871 | 188                   |
| 1890 | 257                   |
| 1910 | 127                   |
| 1925 | 163                   |
| 1939 | 153                   |
| 1946 | 243                   |

## Geschichte

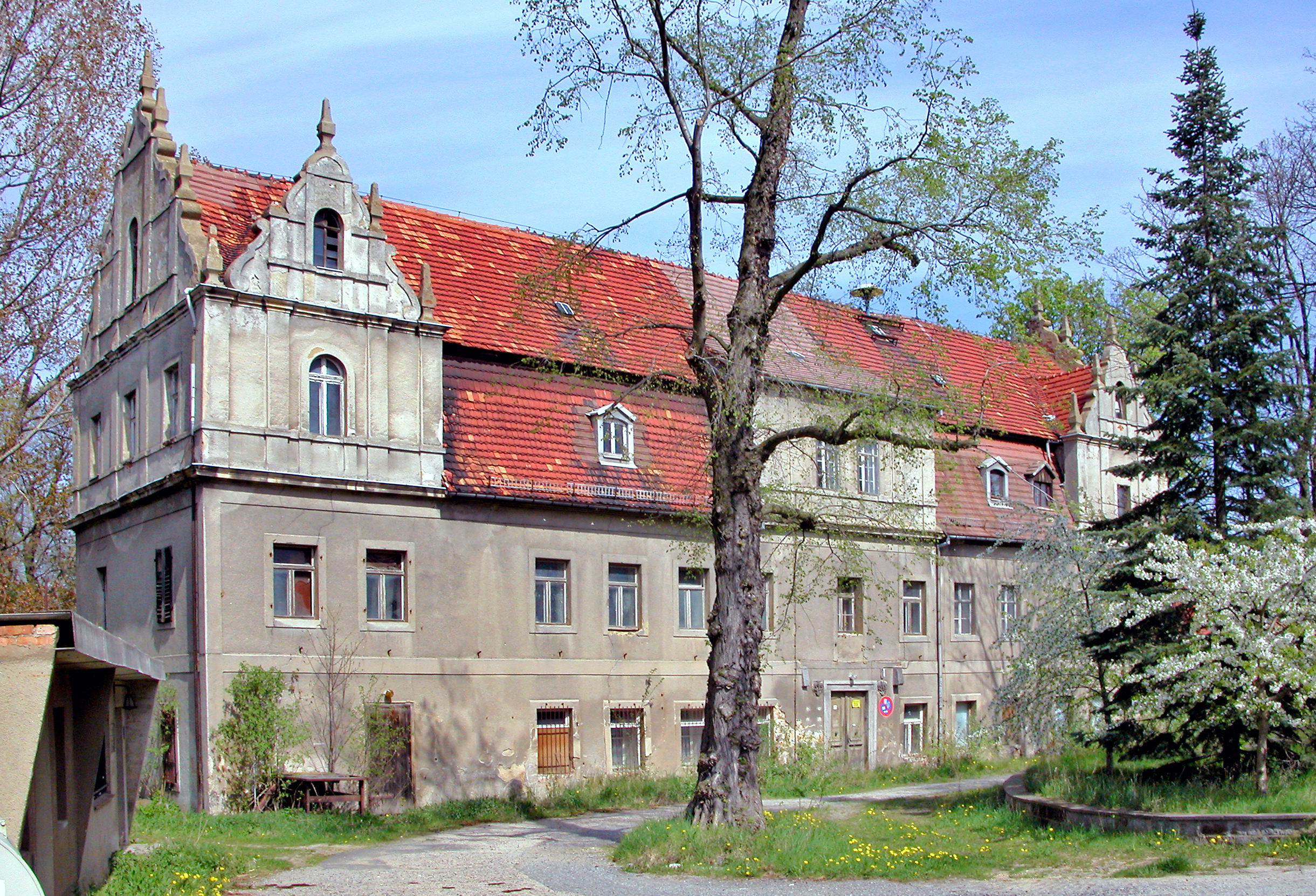
Schloss Bellwitz

Bellwitz entstand als slawische Siedlung und wurde im Jahr 1312 erstmals urkundlich im Zusammenhang mit einem Lodewicus de Bellenwicz erwähnt. 1348 befand sich der Ort im Besitz eines Hannus von Belewicz und wird als Herrensitz genannt. Zum Dorf gehören auch die Ortsteile Niederbellwitz sowie die am Rosenhainer Wasser gelegene Buschmühle und die am Löbauer Wasser gelegene „Gemauerte Mühle“. 1572 wurde das bestehende Herrengut zum Rittergut erhoben.
Dieses Rittergut befand sich bis 1945 im Besitz verschiedener Adelsfamilien, unter anderem der Familien von Belbitz, von Gersdorff und von Heldreich. 1602 unterschied man zwischen den Rittergütern Niederbellwitz (Nieder-Belbitz) und Oberbellwitz (Ober-Belbitz). 1666 erwarb Hans von Heldreich Niederbellwitz und verkaufte es 1688 an Carl von Rückhardt. Das Rittergut Oberbellwitz gehörte ab 1665 Johann Magnus von Gersdorff, welcher seinen Besitz 1676 an seinen Schwager Carl von Rückhardt veräußerte, wodurch beide Rittergüter wieder in eine Hand kamen. Ab 1761 gehörte Bellwitz bis 1945 ununterbrochen der Familie von Heldreich.
Eng verbunden war der Ort mit dem benachbarten Kittlitz, wo sich Kirche und Friedhof befanden. Noch heute ist an der Südseite der dortigen Kirche ein Grabmal der ehemaligen Rittergutsbesitzer von Heldreich mit deren Wappen zu sehen. Auch die Schule von Kittlitz wurde von Bellwitzer Kindern besucht.
Bis ins späte 19. Jahrhundert hinein wurde in Bellwitz noch der Löbauer Dialekt des Sorbischen gesprochen. Arnošt Muka zählte 1884/85 insgesamt 159 Einwohner, darunter waren neben 140 Deutschen auch 19 Sorben (12 %). Der Sprachwechsel zum Deutschen war zu dieser Zeit schon weitgehend abgeschlossen. Ernst Tschernik ermittelte 1956 nur noch drei Sorbisch-Sprecher, darunter keinen einzigen Jugendlichen.
Im Zuge der bürgerlichen Landreformen in Sachsen wurden bis 1860 alle Dienste und Abgaben der Bauern durch Geldzahlungen abgelöst. Dennoch blieb das Rittergut auch weiterhin dominierend für die dörfliche Wirtschaft, da ein Großteil der Einwohner dort als Tagelöhner, Knechte und Mägde beschäftigt war. Nach dem Ersten Weltkrieg verringerte sich die landwirtschaftliche Nutzfläche deutlich, da ein größeres Flurstück östlich des Dorfes als Exerzierplatz für die Löbauer Reichswehrgarnison abgetreten werden musste.
Im Zuge der Bodenreform nach 1945 wurde das Rittergut Bellwitz enteignet und dessen Flächen an 35 landlose und landarme Bauern, oft Flüchtlinge aus den deutschen Ostgebieten, aufgeteilt. In diesem Zusammenhang entstanden im Ort 14 Neubauernhöfe. Am 22. März 1970 vereinigte sich Bellwitz mit dem benachbarten Georgewitz zur Landgemeinde Georgewitz-Bellwitz. Am 1. März 1994 wurde diese als Ortsteil zu Kittlitz eingemeindet. Seit der Eingemeindung von Kittlitz zum 1. Januar 2003 gehört auch Bellwitz zur Stadt Löbau.

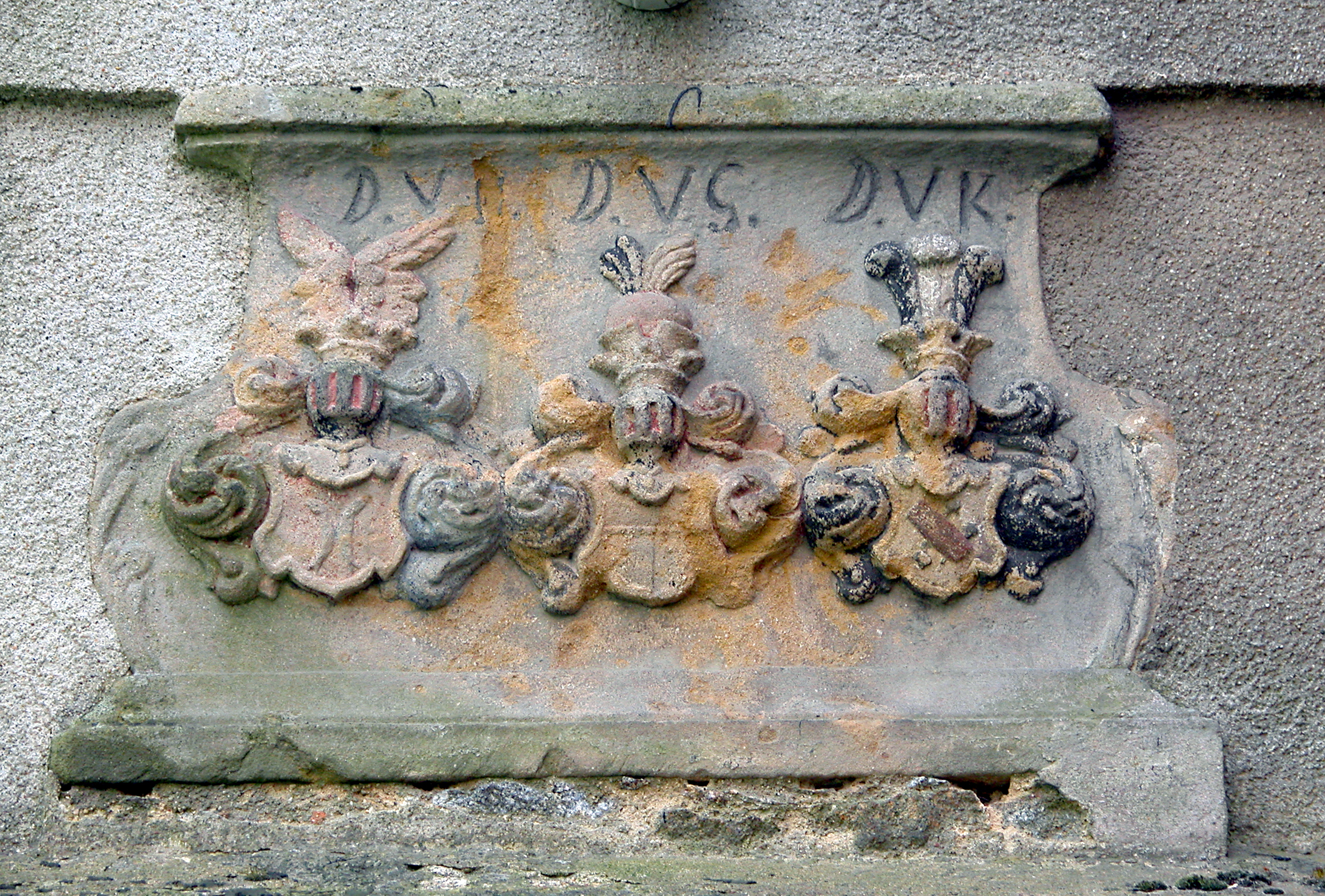
Schloss Bellwitz, Wappen derer von Hartitzsch, Gersdorff und Klüx

## Ortsteil Niederbellwitz
Etwa einen Kilometer von Bellwitz entfernt liegt der Ortsteil Niederbellwitz, welcher an der Kreuzung der Landstraße von Bellwitz nach Kleinradmeritz mit der Hohen Landstraße entstand. Ursprünglich gab es hier nur vier Häuser. Um 1602 entstand ein Rittergut. Zur Unterbringung von polnischen Saisonarbeitern wurde für diese eine sogenannte Schnitterkaserne errichtet, welche heute nicht mehr vorhanden ist. Außerdem gab es im Ort früher die Gaststätte Gute Quelle (Fliegenschänke).
Ab 1949 bis 1951 entstanden in Niederbellwitz auf ehemaligem Rittergutsland vier Neubauernhöfe sowie mehrere Eigenheime. 1961 ließ die örtliche LPG einen Rinderstall errichten.

## Sehenswürdigkeiten

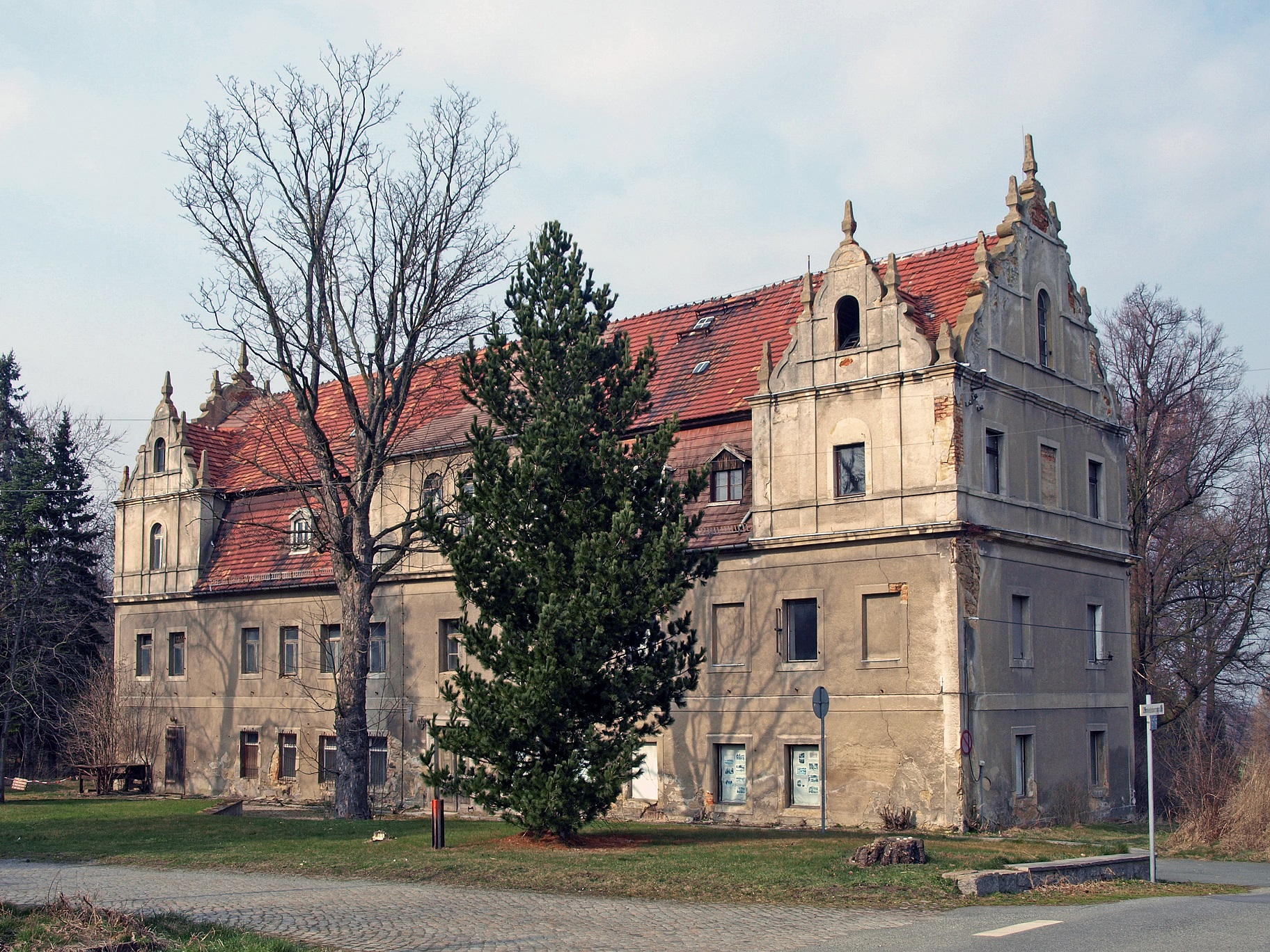
Schloss Bellwitz

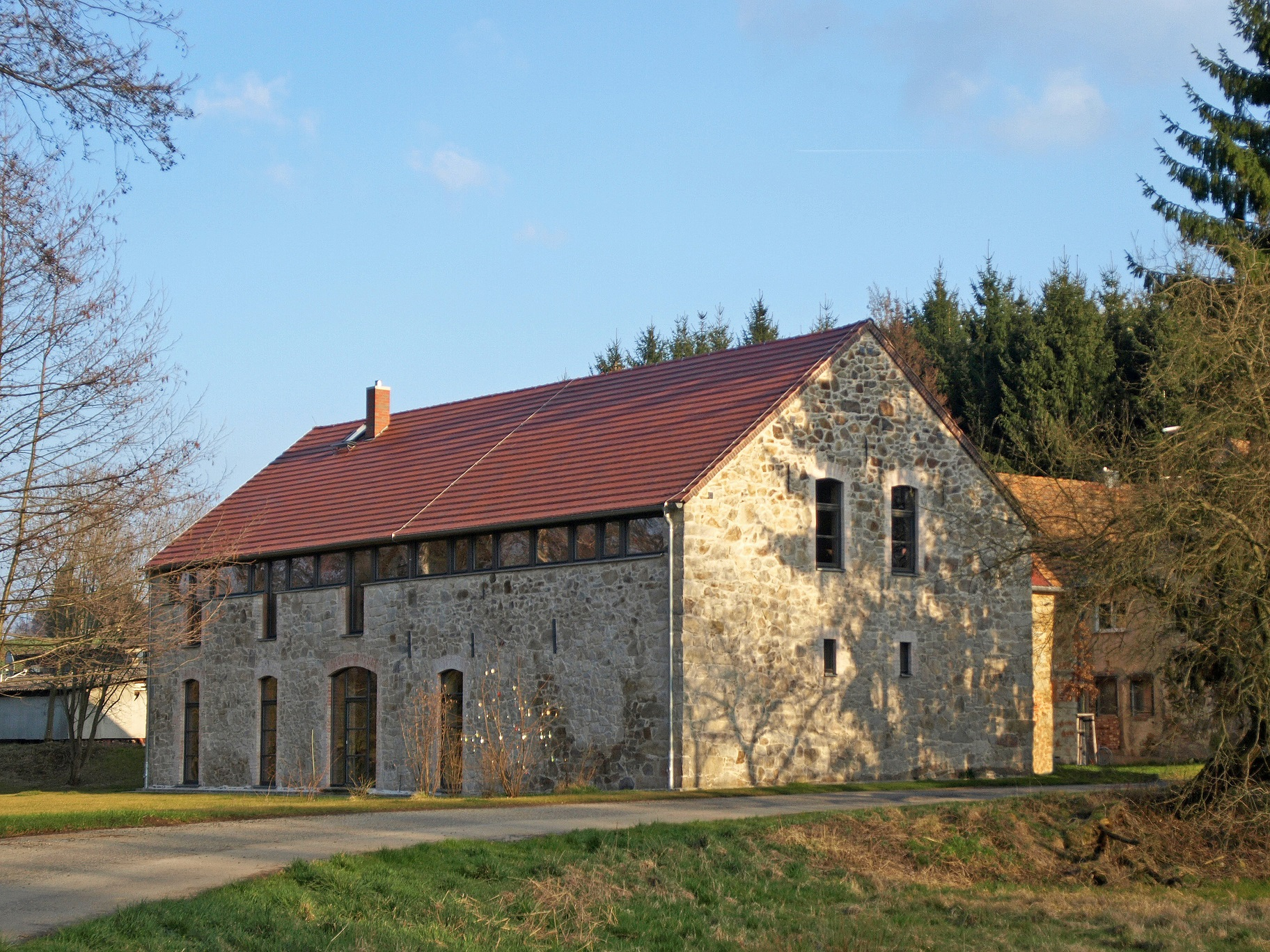
Buschmühle

- Schloss Bellwitz: Das Schloss entstand als Herrenhaus des Rittergutes und stammt in seiner Grundsubstanz aus der Zeit um 1743. An der Eingangspforte befinden sich die Wappen der früheren Schlossbesitzer von Heldreich und der Familie von Braun, aus welcher die Ehefrau des Rittergutsbesitzers Johann Georg Adolf von Heldreich entstammte. An der Nordseite besitzt das ursprünglich barocke Gebäude einen Türbogen von 1791 mit den Wappen der Adelsfamilien von Hartitsch, von Gersdorff und von Klix.[7] Das Gebäude wurde 1859/60 im Stil der deutschen Neorenaissance umgebaut und erhielt in diesem Zusammenhang seine Renaissancegiebel und einen heute nicht mehr vorhandenen Dachreiter mit Uhrwerk. Am Schloss entstanden mehrere Wirtschaftsgebäude und ein kleiner Park. Nach 1945 diente Schloss Bellwitz als Wohnhaus, Lebensmittelverkaufsstelle, Kindergarten und Kulturhaus des Ortes. Heute steht es in sanierungsbedürftigem Zustand leer.

- Buschmühle: Außerhalb des Ortes liegt am Rosenhainer Wasser die frühere Buschmühle, eine als Getreide-, Öl- und Knochenmühle genutzte Wassermühle. Die Mühle entstand nach einem Brand 1885 neu und wurde zuletzt bis 1933 als Lumpenreißerei genutzt.

- Wallburg: Ungefähr 800 Meter südwestlich von Bellwitz liegt auf einem Felsvorsprung oberhalb des Löbauer Wassers eine frühere slawische Wallanlage, welche als Bielplatz bezeichnet wird. Von der zu Beginn des 20. Jahrhunderts durch einen Steinbruchbetrieb stark beeinträchtigten Wohn- und Fluchtburg sind noch einige Wälle zu sehen. Bei Ausgrabungen 1904 entdeckte Funde deuten auf eine Entstehung im 10. Jahrhundert hin. Seit 1935 steht der Bielplatz als Bodendenkmal unter Schutz und gehört zur als Naturschutzgebiet ausgewiesenen Georgewitzer Skala.